# Islas Agalega
Las islas Agalega (îles Agaléga, en francés) son dos islas localizadas en el océano Índico, a unos 1100 km al norte de la isla Mauricio. En julio de 2011, la población de las islas se estimó en 300 habitantes.
Las islas tienen un área total de 26 km² y una población de 300 personas y, geográficamente e históricamente, se consideran parte del grupo de islas dispersas de las islas Mascareñas.
Administrativamente, las islas pertenecen a la república de Mauricio, que las administra como una de sus dependencias.
En Agalega del Norte hay una pista de aterrizaje, así como la pequeña capital, Vingt Cinq y la aldea de La Fourche. En Agalega del Sur está la aldea de Sainte Rita.
Las islas son conocidas por sus cocos, cuya cosecha y procesamiento es su principal industria, así como por el gecko diurno de Agalega.

## Geografía
Agalega del Norte tiene 12,5 km de longitud y 1,5 km de anchura mientras que Agalega del Sur tiene 7 km de longitud y 4,5 km de anchura. La superficie total de ambos islotes es de 26 km². El suelo es de naturaleza coralina. El punto culminante se encuentra en la cumbre de la colina de Emmerez en la isla del norte. El clima es cálido y húmedo y la temperatura media anual es de 26 °C, oscilando entre un mínimo de 22,5 °C y un máximo de 30,6 °C. El  mes de abril es el mes más cálido del año. Este clima tropical es favorable para el desarrollo de manglares y cocoteros que cubren ambos islotes. 

## Historia

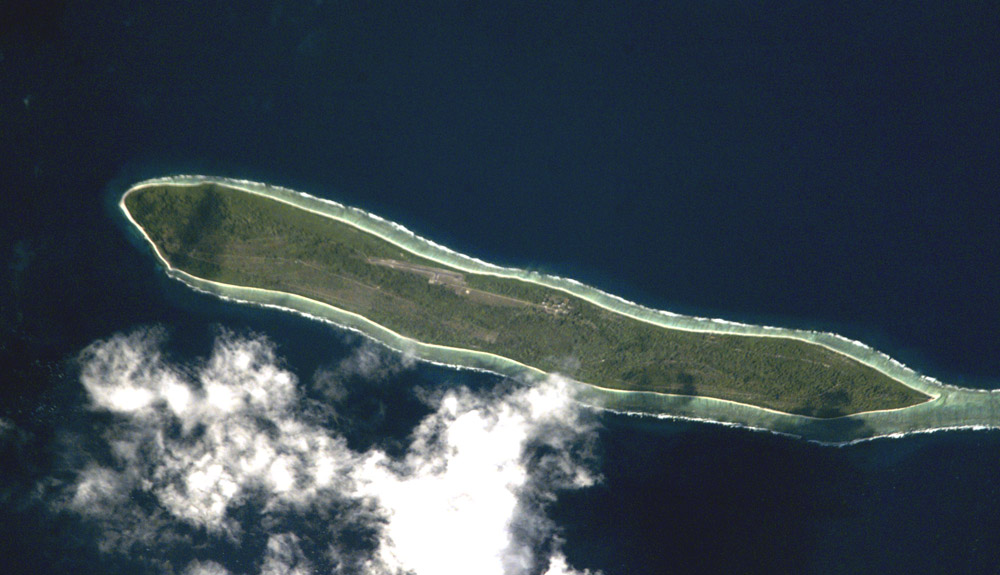
Imagen satelital de Agalega del Norte.

Al igual que las otras islas Mascareñas, puede que las islas Agalega fueran conocidas por los navegantes árabes y malayos, pero no hay constancia escrita que lo confirme hasta la fecha. En cuanto al origen del nombre de Agalega, hay tres versiones: 
- Es posible que el explorador portugués Pedro de Mascarenhas hubiese nombrado las dos islas en 1512, cuando descubrió las islas de Mauricio y  La Reunión  (frente a la costa este de Madagascar). Así las habría nombrado isla Agalega e isla de Santa Maria, en honor de dos de sus naves, la Galega y la Santa María.

- La segunda versión, que es más probable, lleva a João da Nova, navegante español, empleado al servicio de los portugueses. Era conocido por los navegantes por el apodo de João Galego. Este bautismo está bien documentada en Les Nouvelles Annales de Voyage (tomo 38, página 88). Se dice que el denominado João da Nova descubrió dichos islotes por accidente en su viaje hacia las indias en 1501, y los designó como Agalega, dando un nombre honorífico a su tierra, ya que obviamente "Agalega" quiere decir "La gallega".

- La tercera versión se refiere al navegante portugués Diogo Lopes de Sequeira. Sir Robert Scott explica en su libro Limuria: The Lesser Dependencies of Mauritius que este navegante descubrió las islas Agalega en 1509 y las nombró Baixas da Gale, significando gale, galerna, un viento de fuerza 8. El nombre se refiere irónicamente, a la formación de una ciclón que habría modelado las costas de ambos islotes. Tras este descubrimiento, las cartas de la región representaron las islas como Gale, Galera, Galega y, finalmente, Agalega.

M. de Rosemond fundó el primer asentamiento de la isla. A su llegada en agosto de 1808 descubrió los cadáveres de dos náufragos y una botella que contenía las notas escritas por uno de ellos, el corsario Robert Dufour. La única montaña de la isla, la Montaña de Emmerez (que en realidad es una colina), deriva su nombre de la aventura trágica del segundo náufrago, el mauriciano Adelaide d'Emmerez. Según las bases de Memoires et découvertes de Auguste le Duc, se puede concluir que esos dos náufragos habrían sido los primeros habitantes reales de la isla entre 1806 y 1808. 
El desarrollo económico, infraestructural y político de la isla comenzó con la llegada de Auguste Le Duc en 1827, un administrador francés negrero enviado por M. Barbé para ocuparse de la producción de aceite de coco y copra. Aún presentes hoy día, hay restos históricos de construcciones hechas por manos de esclavos que datan desde 1827 hasta 1846: el pueblo de Vingt-Cinq (a causa de los 25 latigazos que recibían los esclavos rebeldes), Les Cachots des Esclaves (Los calabozos de esclavos), Le Moulin à l'Huile (El molino de aceite), Le Cimetière des Noirs (El cementerio de los negros) o Le Cimetière des Blancs (el cementerio de los blancos). Auguste le Duc incluso empezó a construir un puente entre las dos islas, que sería destruido rápidamente por las fuerzas de la naturaleza. 
La Iglesia católica no se estableció en las islas hasta 1897, con la llegada del primer misionero, el padre Victor Malaval. Una capilla improvisada fue construida en Agalega del Sur. 
El origen de los habitantes de las islas estuvo muy influido por la situación política del mundo en el siglo XIX: primero Mauricio pasó a ser territorio inglés en 1810, luego la abolición de la trata de esclavos y la abolición de la esclavitud en 1835, y después los jornaleros indios. Debido al comercio de esclavos a la isla fueron llevados esclavos de origen malgache, de Madrás (India), esclavos liberados de barcos negreros o de puestos de trata de esclavos de las Comoras. 
Algunas leyendas, como la Calèche Blanc y la de la Princesse Malgache que está enterrada en la isla, o el lenguaje codificado de langaz Madam Seret han seguido una tradición oral desde la época de la esclavitud. Este lenguaje es una mezcla de francés y criollo de Mauricio, en el que cada sílaba se duplica y se sustituyen las primeras consonantes por «g» (por ejemplo, «français» se convierte en «frangrançaisgais»). 
Hoy en día, la población es de aproximadamente 300 agalenses, que hablan el criollo mauriciano; el catolicismo es la religión predominante.
Algunos analistas han afirmado que la India estaría interasada en establecer una instalación de entrenamiento militar o puesto de escucha en las islas.